# RLJ Companies
The RLJ Companies é uma empresa norte-americana de gestão de ativos detida pelo empresário Robert Louis Johnson. Após a venda da Black Entertainment Television em 2001, a primeira empresa de Johnson, ele fundou a RLJ Companies em Bethesda, Maryland. A rede da empresa abrange investimento imobiliário hoteleiro, capital privado, serviços financeiros, gestão de ativos, serviços de seguros, concessionárias de automóveis, esportes e entretenimento, além de jogos de terminal de vídeo loteria (VLT). A sede da empresa está localizada em Bethesda, com escritórios adicionais em Charlotte, Carolina do Norte; Little Rock, Arkansas; Los Angeles, Califórnia; San Juan, Porto Rico; e Monróvia, Libéria.

## História
Robert L. Johnson fundou a The RLJ Companies em 2002 em Bethesda, Maryland. Johnson exerce a função de presidente da empresa. Antes de estabelecer a The RLJ Companies, Johnson era proprietário da BET, a qual vendeu para a Viacom em 2001. Ele permaneceu como CEO da BET até 2006.
Em 2001, Johnson e Tom Baltimore co-fundaram o RLJ Lodging Trust com seis hotéis. O RLJ Lodging Trust começou como RLJ Development e alterou seu nome ao abrir o capital na Bolsa de Valores de Nova York como RLJ em 13 de maio de 2011. A empresa opera em 21 estados, possuindo 149 hotéis de marcas renomadas globalmente, como Courtyard by Marriott, Hilton Garden Inn, Hyatt Place e Embassy Suites Hotels. Em 2008, a RLJ Companies estabeleceu uma parceria com a Global Building Solutions para construir um resort e spa de luxo com 78 quartos em Monróvia, Libéria. O RLJ Kendeja Resort & Villas foi inaugurado em março de 2009. Thomas J. Baltimore Jr. atuou como presidente e CEO da RLJ Lodging Trust até sua renúncia em 27 de abril de 2016, quando assumiu uma função semelhante no REIT do Hilton. Ross H. Bierkan foi nomeado CEO em 1º de agosto de 2016.
David Rubenstein e Johnson estabeleceram parceria com o Carlyle Group em 2006 para criar a RLJ Equity Partners, uma empresa de investimento em ações de médio porte. Em janeiro de 2010, a RLJ Equity Partners investiu na pt, a maior operadora de turismo da América Latina. Em setembro de 2010, ela se associou à Enhanced Recovery Corp para expandir sua presença no Sudeste. A RLJ Equity Partners também realizou investimentos em diversas empresas, incluindo Fleischmann's Vinegar, LAI, TMone, Naylor e R. Thompson Trucking.
Em 2014, a RLJ Equity Partners adquiriu a Naylor Association Solutions, sediada em Gainesville, Flórida.
Johnson colaborou com Mack McLarty e Steve Landers para fundar a RLJ-McLarty-Landers Automotive Holdings, LLC em 2007. Esta é a empresa-mãe da RML Automotive, com sede em Little Rock, Arkansas. Johnson possui 60% da RLJ-McLarty-Landers Automotive Holdings, LLC, estabelecendo-a como a maior concessionária automotiva de propriedade de minorias no país.
Em resposta ao terremoto no Haiti em 2010, a Global Building Solutions colaborou com as empresas RLJ para criar a Caribbean Opportunity Holdings em abril de 2010.
Negociada na NASDAQ como RLJAU, a RLJ Acquisition foi fundada como uma empresa de aquisição de propósito específico em dezembro de 2010, com o objetivo de concretizar combinações de negócios. H. Van Sinclair atua como CEO.
A RLJ Entertainment foi formada quando as empresas RLJ adquiriram a Acorn Media Group, Inc. e a Image Entertainment Inc. em 2012. É negociada sob o ticker NASDAQ RLJE.